# Geraldo Matsimbe
Geraldo Matsimbe (sinh ngày 22 tháng 10 năm 1992) là một cầu thủ bóng đá người Mozambique thi đấu cho câu lạc bộ Bồ Đào Nha Nacional theo dạng cho mượn từ Maputo ở vị trí tiền vệ.

## Sự nghiệp câu lạc bộ
Sinh ra ở Maputo, Mexer khởi đầu sự nghiệp cùng với Liga Desportiva de Maputo. Anh gia nhập Braga B theo dạng cho mượn năm 2015, và chuyển đến Nacional.
Matsimbe ra mắt cho Nacional trong chiến thắng 2-1 trước Belenenses ngày 10 tháng 9 năm 2016.

## Sự nghiệp quốc tế
Matsimbe có màn ra mắt cho Mozambique vào tháng 11 năm 2016, trong thất bại giao hữu 1-0 trước Kenya.